# Challenger 3
Challenger 3 je plánovaný hlavní bojový tank vyvíjený pro britskou armádu konsorciem Rheinmetall BAE Systems Land (RBSL). Vzniká na základě tanku Challenger 2. Objednáno je 148 tanků, které vzniknou přestavbou starších Challenger 2. Dosažení počátečních operačních schopností je plánováno na rok 2027 a plných na rok 2030.

## Vývoj

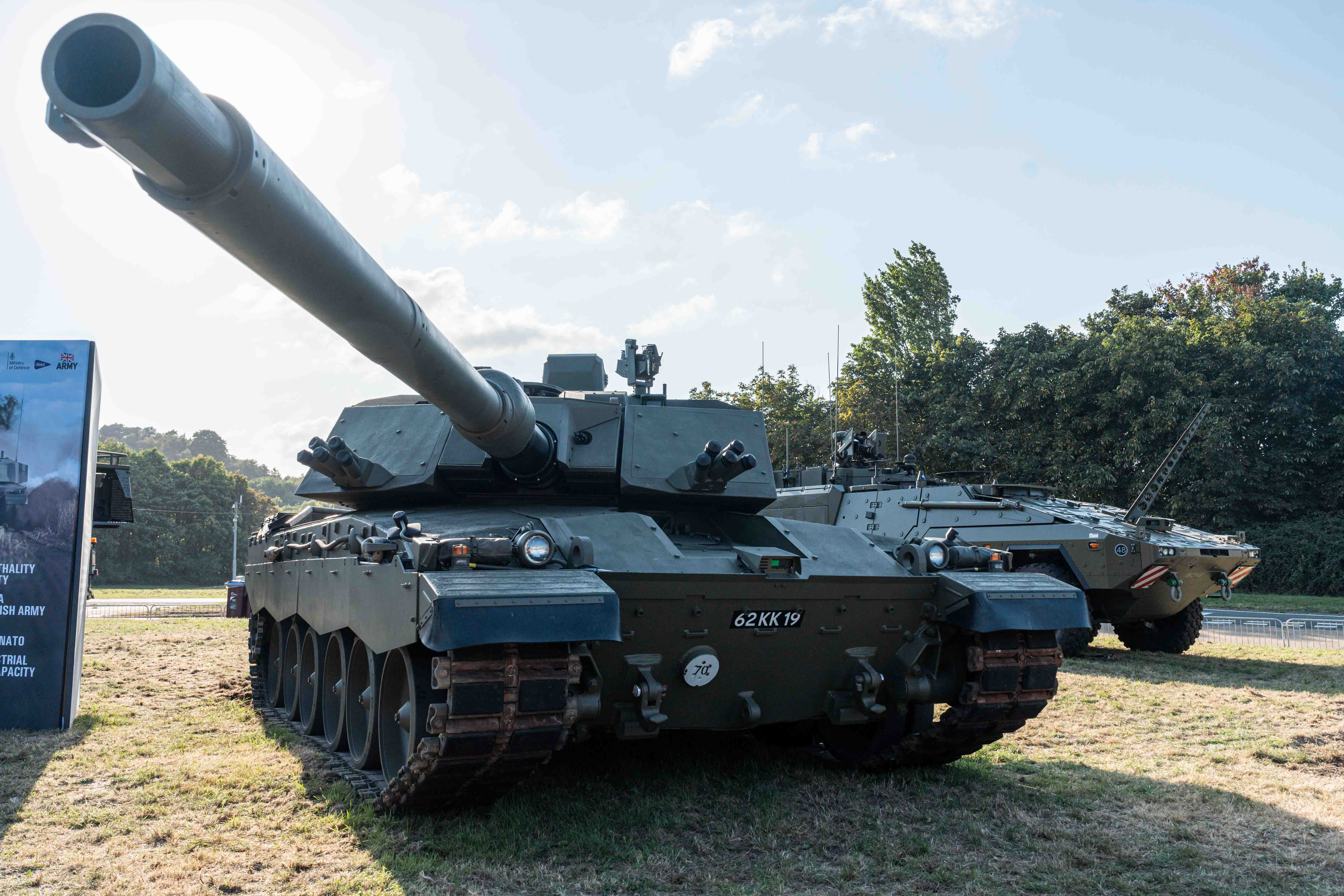
Challenger 3 na akci DVD2024

V rámci transformaci britských pozemních sil, označované Future Soldier, mají jejich jádro tvořit tři vozidla: 148 tanků Challenger 3, 589 bojových pásových vozidel Ajax a 623 kolových obrněných transportérů Boxer. Po 56 tancích získá Královnin královský husarský pluk (Queen's Royal Hussars) a Královský tankový pluk (Royal Tank Regiment), přičemž ostatní budou sloužit k výcviku. Vývoj tanku zajišťuje britsko-německé konsorcium Rheinmetall BAE Systems Land (RBSL). Tanky Challenger 3 vzniknou modernizací tanků Challenger 2 v závodě společnosti RBSL v Telfordu. Stavbě prototypu předcházel technologický demonstrátor, ověřující základní koncepci a komponenty. Prototyp byl veřejnosti poprvé představen v lednu 2024 na výstavě International Armoured Vehicles.
V dubnu 2024 bylo v Telfordu dokončeno osm předsériových tanků Challenger 3 pro vojskové zkoušky. Dle britského ministra obrany Granta Shappse to jsou první nové britské tanky vyrobené po 22 letech.

## Konstrukce
Tank je vybaven zcela novou věží, přičemž zásadně byla modernizována i jeho korba. Je vybaven kompozitním pancířem Farnham, přídavným pancířem Epsom a systémem aktivní ochrany Trophy. Součástí vybavení je vícekanálový panoramatický senzor Thales UK Orion pro velitele a Thales UK DNGS T3 pro střelce. Hlavní výzbrojí je 120mm kanon s hladkým vývrtem L55A1CR3 (Rh120). S ním je spřažen 7,62mm kulomet L94A1. Na poklop nabíječe lze umístit ještě 7,62mm kulomet L37A2, nebo 12,7mm kulomet L1A2/L111A1. Na věži se nachází dva vrhače 66mm zadýmovacích granátů. Tank pohání diesel V12 Perkins Condor CV12-9A o potenciálním výkonu až 1120 kW (1500 hp). Využívá převodovku David Brown Santasalo TN54E.